# Acanthodactylus cantoris
Acanthodactylus cantoris es una especie de lagarto del género Acanthodactylus, familia Lacertidae, orden Squamata. Su masa corporal es de aproximadamente 21,44 g.

## Distribución
Se distribuye por Asia: Afganistán, Pakistán, noroeste de la India, Jordania e Irán.

## Taxonomía
Fue descrita por Günther en 1864.
Tratamiento taxonómico
La especie aparece registrada y publicada en The Reptiles of British India. London (Taylor & Francis), xxvii + 452 pp.